# Lars Lupprian
Lars Lupprian (* 5. Januar 1972) ist ein ehemaliger deutscher Footballspieler.

## Leben
Der 1,90 Meter messende, in der Offensive Line eingesetzte Lupprian spielte ab 2001 bei den Braunschweig Lions. Er blieb bis 2012 Teil der Mannschaft. Lupprian gewann mit den Niedersachsen 2005, 2006, 2007 und 2008 die deutsche Meisterschaft, Vizemeister wurde er mit Braunschweig in den Jahren 2001, 2002, 2003 und 2004. Lupprian zog mit der Mannschaft 2002 und 2003 in den Eurobowl ein, 2003 gewann man die Partie gegen Wien, 2002 unterlag man Bergamo.